# Alexandra Emilianov
Alexandra Emilianov (* 19. September 1999 in Chișinău) ist eine moldauische Diskuswerferin und Kugelstoßerin.

## Sportliche Laufbahn
Erste Erfahrungen bei Wettkämpfen auf internationaler Ebene sammelte Alexandra Emilianov bei den U18-Weltmeisterschaften 2015 in Cali, bei denen sie mit 52,78 m die Goldmedaille im Diskuswurf gewann. Ein Jahr später gewann sie bei den erstmals ausgetragenen U18-Europameisterschaften in Tiflis die Goldmedaillen im Kugelstoßen und im Diskuswurf. Wenig später gewann sie bei den U20-Weltmeisterschaften im polnischen Bydgoszcz die Bronzemedaille im Diskuswurf. 2017 nahm Emilianov an den U20-Europameisterschaften in Grosseto teil und gewann dort ebenfalls Gold mit 56,38 Metern. 2018 nahm sie im Diskuswurf erneut an den U20-Weltmeisterschaften in Tampere teil und gewann dort mit 57,89 m die Goldmedaille vor der Finnin Helena Leveelahti. Anschließend gelangte sie bei den Europameisterschaften in Berlin bis in das Finale und belegte dort mit 58,10 m den achten Platz. Im Jahr darauf gewann sie bei den U23-Europameisterschaften in Gävle mit einem Wurf auf 57,30 m die Silbermedaille und musste sich damit der Kroatin Marija Tolj geschlagen geben. Sie qualifizierte sich zudem erstmals für die Weltmeisterschaften in Doha, bei denen sie mit 52,05 m aber nicht bis in das Finale gelangte. 2021 wurde sie bei den U23-Europameisterschaften in Tallinn mit 49,30 m Zehnte und anschließend schied sie bei den Olympischen Sommerspielen in Tokio mit 54,57 m in der Qualifikationsrunde aus.
2022 startete sie bei den Weltmeisterschaften in Eugene und verpasste dort mit 60,67 m den Finaleinzug im Diskuswurf. 2024 steigerte sie ihren eigenen Landesrekord im Diskuswurf auf 64,42 m und gewann im Mai bei den Balkan-Meisterschaften in Izmir mit 60,56 m die Silbermedaille hinter der Kroatin Marija Tolj. Kurz darauf gelangte sie bei den Europameisterschaften in Rom mit 60,24 m auf Rang elf. Im August wurde sie bei den Olympischen Sommerspielen in Paris mit 58,08 m im Finale Elfte.
In den Jahren 2019 und 2024 wurde Emilianov moldauische Meisterin im Diskuswurf und 2016 wurde sie Hallenmeisterin im Kugelstoßen.

## Persönliche Bestleistungen
- Kugelstoßen: 17,25 m, 15. Mai 2021 in Manhattan
- Diskuswurf: 64,42 m, 13. April 2024 in Ramona (moldauischer Rekord)